# Selección de fútbol de Samoa Americana
La selección de fútbol de Samoa Americana o de Samoa Estadounidense es el equipo representativo de dicho territorio en las competiciones oficiales. Su organización está a cargo de la Federación de Fútbol de Samoa Americana, perteneciente a la OFC y a la FIFA.
Disputó su primer partido en el marco de los Juegos del Pacífico Sur 1983, perdiendo ante Samoa, por ese entonces bajo el nombre de Samoa Occidental, por 3:1. En ese torneo logró también su primera victoria al vencer a Wallis y Futuna por 3:0. A partir de entonces perdió cada uno de sus encuentros, lo que la llevó a ser reconocida como la peor selección del mundo. En 2001, con un plantel diezmado por las dificultades de traslado de la mayoría de los jugadores titulares, Samoa Americana perdió 31:0 contra Australia en un partido válido por la clasificación a la Copa Mundial de 2002, lo que representa la mayor goleada en la historia del fútbol internacional.
Finalmente, tuvo su reencuentro con la victoria, y su primer partido ganado como miembro de la FIFA, en 2011, cuando en las eliminatorias para la Copa de las Naciones de la OFC 2012 derrotó a Tonga 2:1. Cuatro años después, volvió a batir a los tonganos y a las Islas Cook, pero no pudo clasificar al certamen continental por ser superado en diferencia de goles por Samoa, más específicamente por un gol siendo hasta ahora la mayor proeza del fútbol samoamericano.

## Historia

### Inicios (1983-1987)
Participó por primera vez en los Juegos del Pacífico Sur en Apia 1983. Perdió con Samoa 3:1 y con Tonga 3:2, quedando eliminada en primera ronda a falta de un partido por jugar. Aun así, se despidió de manera positiva al vencer 3:0 a Wallis y Futuna.
Volvió a tomar parte en Numea 1987. El torneo constó de un sistema de todos contra todos entre los seis equipos participantes. Samoa Americana se vio superada 10:0 por Nueva Caledonia, 7:0 por Vanuatu, 5:1 por Wallis y Futuna, 20:0 por Papúa Nueva Guinea y 27:0 por Tahití, quedando último sin unidades, con un solo gol a favor y 69 en contra.

### La peor selección del mundo(1988-2010)
En 1994 jugó la primera edición de la Copa Polinesia, un torneo regional que servía de clasificación a la Copa de las Naciones de la OFC, en donde perdió sus tres encuentros. Volvió a ser último en el torneo de 1998, donde recibió 23 goles en cuatro partidos, lo que repitió en el Copa Polinesia 2000, cayendo en sus cuatro encuentros y recibiendo 29 goles.
En 2001 viajó a Australia con un equipo diezmado a disputar de la primera ronda de las eliminatorias para la Copa Mundial de 2002. Diversos problemas con las visas de los jugadores y el hecho de que en ese momento la mayoría de las universidades del territorio estaban en época de exámenes, hizo que el promedio de edad entre la mayoría del plantel rondara los 16 años. Así, el elenco samoamericano perdió 13:0 con Fiyi, 8:0 con Samoa y 5:0 con Tonga, pero el resultado más abultado se dio ante Australia. El combinado australiano, con un equipo mayoritariamente compuesto por jugadores del ámbito local, batió por 31:0 a Samoa Americana, lo que significó la mayor goleada en la historia del fútbol internacional y donde se rompieron otros récords personales, como la mayor cantidad de goles anotados por un solo jugador. El abultado marcador llevó a la Federación de Fútbol de Australia a elevar un pedido de ingreso a la Confederación Asiática, con el fin de abandonar la OFC; lo que finalmente ocurriría en 2006.
Un año después encajó 29 goles en cuatro partidos durante la clasificación para la Copa de las Naciones de la OFC 2002, algo que empeoró en 2004 cuando recibió 34 tantos en la misma cantidad de presentaciones. En ese marcó de decepcionantes derrotas, la selección de Samoa Americana volvió a participar en los Juegos del Pacífico, esta vez en Apia 2007. Allí perdió 12:1 contra las Islas Salomón, 7:0 con Samoa, 15:0 ante Vanuatu y 4:0 contra Tonga.

### Regreso a la victoria (2011 en adelante)
Los Juegos del Pacífico 2011 no fueron una excepción para la racha de derrotas. Los cinco partidos del seleccionado samoamericano fueron caídas: 4:0 con Tuvalu, mismo resultado con las Islas Salomón, 2:0 ante Guam, 8:0 contra Nueva Caledonia e idéntico marcador frente a Vanuatu, totalizando así 26 goles en contra y ninguno a favor.
Pero con la llegada del neerlandés Thomas Rongen como entrenador, el panorama del equipo cambió. En sólo tres semanas, y combinando su tarea de entrenador con técnicas de yoga y psicoanálisis deportivo, Samoa Americana logró en el torneo de clasificación a la Copa de las Naciones de la OFC 2012, su primera victoria desde que es miembro de la FIFA, así como la primera desde 1983. Venció 2:1 a Tonga, para luego empatar 1:1 ante las Islas Cook. Sus resultados lo dejaron igualado en puntos con Samoa, a quien debía enfrentar en el último partido y con quien definiría la clasificación al campeonato oceánico. Finalmente, un gol samoano en los últimos minutos del partido selló el 1:0 final y sepultó las chances del elenco samoa-americano de clasificar por primera vez a la Copa de las Naciones. La campaña de la selección impulsó inclusive a la filmación de un documental, Next Goal Wins, que detalla la preparación del equipo y cómo llegó a conseguir la victoria frente a Tonga. También inspiró la realización de una película de ficción homónima, basada en el mismo documental y estrenada en 2023. Desde que logró su victoria ante Tonga, no volvió a ser última entre las selecciones de su área.
En las eliminatorias para el torneo oceánico de 2016, a pesar de perder el primer partido frente a Samoa 3:2, el equipo logró vencer a Tonga, otra vez con un marcador de 2:1, y también a las Islas Cook, 3:2. Sin embargo, las aspiraciones de disputar el campeonato continental se vieron frustradas al ser Samoa Americana superada por diferencia de goles por su par samoano.

## Últimos partidos y próximos encuentros
Actualizado al último partido jugado el 8 de septiembre de 2024
| Fecha      | Ciudad   | Local                | Resultado | Visitante       | Competición                     |
| ---------- | -------- | -------------------- | --------- | --------------- | ------------------------------- |
| 20-11-2023 | Honiara  | Samoa                | 10:0      | Samoa Americana | Juegos del Pacífico 2023        |
| 23-11-2023 | Honiara  | Islas Salomón        | 11:0      | Samoa Americana | Juegos del Pacífico 2023        |
| 26-11-2023 | Honiara  | Islas Mar. del Norte | 4:0       | Samoa Americana | Juegos del Pacífico 2023        |
| 30-11-2023 | Honiara  | Tonga                | 6:2       | Samoa Americana | Juegos del Pacífico 2023        |
| 29-08-2024 | Honolulu | Hawaii Forces        | 1:0       | Samoa Americana | Partido amistoso híbrido        |
| 05-09-2024 | Apia     | Samoa                | 2:0       | Samoa Americana | Clasificación Copa Mundial 2026 |
| 08-09-2024 | Apia     | Samoa Americana      | 2:1       | Islas Cook      | Partido amistoso                |

## Estadísticas

### Copa Mundial de Fútbol
| Copa Mundial de Fútbol | Copa Mundial de Fútbol  | Copa Mundial de Fútbol  | Copa Mundial de Fútbol  | Copa Mundial de Fútbol  | Copa Mundial de Fútbol  | Copa Mundial de Fútbol  | Copa Mundial de Fútbol  |
| Año                    | Ronda                   | J                       | G                       | E                       | P                       | GF                      | GC                      |
| ---------------------- | ----------------------- | ----------------------- | ----------------------- | ----------------------- | ----------------------- | ----------------------- | ----------------------- |
| 1930 - 1982            | No existía la selección | No existía la selección | No existía la selección | No existía la selección | No existía la selección | No existía la selección | No existía la selección |
| 1986 - 1998            | No participó            | No participó            | No participó            | No participó            | No participó            | No participó            | No participó            |
| 2002                   | No clasificó            | No clasificó            | No clasificó            | No clasificó            | No clasificó            | No clasificó            | No clasificó            |
| 2006                   | No clasificó            | No clasificó            | No clasificó            | No clasificó            | No clasificó            | No clasificó            | No clasificó            |
| 2010                   | No clasificó            | No clasificó            | No clasificó            | No clasificó            | No clasificó            | No clasificó            | No clasificó            |
| 2014                   | No clasificó            | No clasificó            | No clasificó            | No clasificó            | No clasificó            | No clasificó            | No clasificó            |
| 2018                   | No clasificó            | No clasificó            | No clasificó            | No clasificó            | No clasificó            | No clasificó            | No clasificó            |
| 2022                   | Se retiró               | Se retiró               | Se retiró               | Se retiró               | Se retiró               | Se retiró               | Se retiró               |
| 2026                   | No clasificó            | No clasificó            | No clasificó            | No clasificó            | No clasificó            | No clasificó            | No clasificó            |
| 2030                   | Por disputarse          | Por disputarse          | Por disputarse          | Por disputarse          | Por disputarse          | Por disputarse          | Por disputarse          |
| 2034                   | Por disputarse          | Por disputarse          | Por disputarse          | Por disputarse          | Por disputarse          | Por disputarse          | Por disputarse          |
| Total                  | 0/23                    | -                       | -                       | -                       | -                       | -                       | -                       |

### Copa de las Naciones de la OFC
| Copa de las Naciones de la OFC | Copa de las Naciones de la OFC | Copa de las Naciones de la OFC | Copa de las Naciones de la OFC | Copa de las Naciones de la OFC | Copa de las Naciones de la OFC | Copa de las Naciones de la OFC | Copa de las Naciones de la OFC |
| Año                            | Ronda                          | J                              | G                              | E                              | P                              | GF                             | GC                             |
| ------------------------------ | ------------------------------ | ------------------------------ | ------------------------------ | ------------------------------ | ------------------------------ | ------------------------------ | ------------------------------ |
| 1973 - 1980                    | No existía la selección        | No existía la selección        | No existía la selección        | No existía la selección        | No existía la selección        | No existía la selección        | No existía la selección        |
| 1996                           | No clasificó                   | No clasificó                   | No clasificó                   | No clasificó                   | No clasificó                   | No clasificó                   | No clasificó                   |
| 1998                           | No clasificó                   | No clasificó                   | No clasificó                   | No clasificó                   | No clasificó                   | No clasificó                   | No clasificó                   |
| 2000                           | No clasificó                   | No clasificó                   | No clasificó                   | No clasificó                   | No clasificó                   | No clasificó                   | No clasificó                   |
| 2002                           | No clasificó                   | No clasificó                   | No clasificó                   | No clasificó                   | No clasificó                   | No clasificó                   | No clasificó                   |
| 2004                           | No clasificó                   | No clasificó                   | No clasificó                   | No clasificó                   | No clasificó                   | No clasificó                   | No clasificó                   |
| 2008                           | No clasificó                   | No clasificó                   | No clasificó                   | No clasificó                   | No clasificó                   | No clasificó                   | No clasificó                   |
| 2012                           | No clasificó                   | No clasificó                   | No clasificó                   | No clasificó                   | No clasificó                   | No clasificó                   | No clasificó                   |
| 2016                           | No clasificó                   | No clasificó                   | No clasificó                   | No clasificó                   | No clasificó                   | No clasificó                   | No clasificó                   |
| 2020                           | Cancelado                      | Cancelado                      | Cancelado                      | Cancelado                      | Cancelado                      | Cancelado                      | Cancelado                      |
| 2024                           | No participó                   | No participó                   | No participó                   | No participó                   | No participó                   | No participó                   | No participó                   |
| Total                          | 0/11                           | -                              | -                              | -                              | -                              | -                              | -                              |

## Otros torneos

### Fútbol en los Juegos del Pacífico
| Fútbol en los Juegos del Pacífico | Fútbol en los Juegos del Pacífico | Fútbol en los Juegos del Pacífico | Fútbol en los Juegos del Pacífico | Fútbol en los Juegos del Pacífico | Fútbol en los Juegos del Pacífico | Fútbol en los Juegos del Pacífico | Fútbol en los Juegos del Pacífico |
| Año                               | Ronda                             | J                                 | G                                 | E                                 | P                                 | GF                                | GC                                |
| --------------------------------- | --------------------------------- | --------------------------------- | --------------------------------- | --------------------------------- | --------------------------------- | --------------------------------- | --------------------------------- |
| 1963 - 1979                       | No existía la selección           | No existía la selección           | No existía la selección           | No existía la selección           | No existía la selección           | No existía la selección           | No existía la selección           |
| 1983                              | Primera ronda                     | 3                                 | 1                                 | 0                                 | 2                                 | 6                                 | 6                                 |
| 1987                              | Primera ronda                     | 4                                 | 0                                 | 0                                 | 4                                 | 1                                 | 42                                |
| 1991                              | No participó                      | No participó                      | No participó                      | No participó                      | No participó                      | No participó                      | No participó                      |
| 1995                              | No participó                      | No participó                      | No participó                      | No participó                      | No participó                      | No participó                      | No participó                      |
| 2003                              | No participó                      | No participó                      | No participó                      | No participó                      | No participó                      | No participó                      | No participó                      |
| 2007                              | Primera ronda                     | 4                                 | 0                                 | 0                                 | 4                                 | 1                                 | 38                                |
| 2011                              | Primera ronda                     | 5                                 | 0                                 | 0                                 | 5                                 | 0                                 | 26                                |
| 2015                              | Disputado por selecciones sub-23  | Disputado por selecciones sub-23  | Disputado por selecciones sub-23  | Disputado por selecciones sub-23  | Disputado por selecciones sub-23  | Disputado por selecciones sub-23  | Disputado por selecciones sub-23  |
| 2019                              | Primera ronda                     | 5                                 | 0                                 | 1                                 | 4                                 | 2                                 | 36                                |
| 2023                              | Primera ronda                     | 4                                 | 0                                 | 0                                 | 4                                 | 2                                 | 31                                |
| Total                             | 6/16                              | 25                                | 1                                 | 1                                 | 23                                | 12                                | 179                               |

### Copa Polinesia
| Copa Polinesia | Copa Polinesia | Copa Polinesia | Copa Polinesia | Copa Polinesia | Copa Polinesia | Copa Polinesia | Copa Polinesia |
| Año            | Ronda          | J              | G              | E              | P              | GF             | GC             |
| -------------- | -------------- | -------------- | -------------- | -------------- | -------------- | -------------- | -------------- |
| 1994           | Cuarto lugar   | 3              | 0              | 0              | 3              | 3              | 7              |
| 1998           | Quinto lugar   | 4              | 0              | 0              | 4              | 3              | 23             |
| 2000           | Quinto lugar   | 4              | 0              | 0              | 4              | 2              | 29             |
| Total          | 3/3            | 11             | 0              | 0              | 11             | 8              | 59             |

## Récord ante otras selecciones
Actualizado al 8 de septiembre de 2024.
| País                     | J  | G | E | P  | GF | GC  | GD   | % Victoria |
| ------------------------ | -- | - | - | -- | -- | --- | ---- | ---------- |
| Australia                | 1  | 0 | 0 | 1  | 0  | 31  | -31  | 0%         |
| Islas Cook               | 5  | 2 | 1 | 2  | 8  | 9   | -1   | 50%        |
| Fiyi                     | 4  | 0 | 0 | 4  | 0  | 39  | -39  | 0%         |
| Guam                     | 1  | 0 | 0 | 1  | 0  | 2   | -2   | 0%         |
| Islas Marianas del Norte | 1  | 0 | 0 | 1  | 0  | 4   | -4   | 0%         |
| Nueva Caledonia          | 4  | 0 | 0 | 4  | 0  | 33  | -33  | 0%         |
| Papúa Nueva Guinea       | 3  | 0 | 0 | 3  | 0  | 37  | -37  | 0%         |
| Samoa                    | 12 | 0 | 0 | 12 | 5  | 56  | -51  | 0%         |
| Islas Salomón            | 4  | 0 | 0 | 4  | 1  | 40  | -39  | 0%         |
| Tahití                   | 4  | 0 | 0 | 4  | 2  | 40  | -38  | 0%         |
| Tonga                    | 10 | 2 | 0 | 8  | 12 | 34  | -22  | 22,22%     |
| Tuvalu                   | 2  | 0 | 1 | 1  | 1  | 5   | -4   | 0%         |
| Vanuatu                  | 4  | 0 | 0 | 4  | 1  | 39  | -38  | 0%         |
| Wallis y Futuna          | 2  | 1 | 0 | 1  | 4  | 5   | -1   | 50%        |
| Total                    | 57 | 5 | 2 | 50 | 34 | 374 | -340 | 7,84%      |

## Jugadores
Uno de los jugadores más reconocidos es Nicky Salapu. Además de haber logrado jugar en Austria e Indonesia, fue el arquero del equipo que perdió 31:0 ante Australia y del que venció a Tonga por 2:1, en lo que representó la primera victoria desde su adhesión a la FIFA para Samoa Americana. Ramin Ott, quien supo integrar las filas del Bay Olympic neozelandés, anotó el único gol en los Juegos del Pacífico Sur 2007, uno de los dos en la victoria sobre el elenco tongano en 2011 y nuevamente convirtió ante Tonga en 2015. Shalom Luani anotó el tanto restante en 2012, además del gol del empate 1:1 con las Islas Cook dos días más tarde.

## Entrenadores
- Tiwo Kummings (2000)
- Anthony Langkilde (2001)
- Tunoa Lui (2001-2002)
- Ian Crook (2004)
- Nathan Mease (2007)
- David Brand (2007-2010)
- Iofi Lalogafuafua (2011)
- Thomas Rongen (2011)
- Uinifareti Avila (2012-2015)
- Larry Mana'o (2015-2019)
- Tunoa Lui (2019-2024)
- Thomas Rongen (2024-presente)

## Uniformes anteriores
| 2000 Local | 2004 Local | 2004 Visita | 2007 Local | 2007 Visita | 2011 Local | 2011 Visita | 2011 Local |

| 2011 Visita | 2015 Local | 2015 Visita | 2019 Local | 2019 Visita | 2023 Local | 2023 Visita |

Fuentes:

## Palmarés
- Copa Polinesia:
  -  Cuarto lugar (1): 1994